# عثيات خطافية الطرف
عثيات خطافية الطرف أو الدربانيَّات (الاسم العلمي: Drepanidae)، فصيلة حشرات عثية من رتبة حرشفيات الأجنحة. تضم ثلاث أسر و660 نوع موزعة على جميع أنحاء العالم.